# Hiremoraba, Hirekerur
Hiremoraba là một làng thuộc tehsil Hirekerur, huyện Haveri, bang Karnataka, Ấn Độ.